# Sam Lowes
Samuel Deane „Sam“ Lowes (* 14. September 1990 in Lincoln) ist ein britischer Motorradrennfahrer, der zuletzt von 2014 bis 2023 (mit Ausnahme von einem kurzen Aufenthalt in der MotoGP-Klasse im Jahre 2017) in der Moto2-Klasse der Motorrad-Weltmeisterschaft antritt. Er holte insgesamt 10 Siege und feierte in der Saison 2020 nach einem packenden Titelkampf den dritten Gesamtrang als bestes Karriereresultat, was ihn zu einem der erfolgreichsten Fahrer in der Moto2-Geschichte macht.
Sein Zwillingsbruder Alex Lowes ist ebenfalls Motorradrennfahrer und startet in der Superbike-Weltmeisterschaft für Kawasaki.

## Karriere
In den Saisons 2009 und 2010 bestritt Lowes die ersten Rennen in der Supersport-Weltmeisterschaft. Als Stammfahrer nahm er seit der Saison 2011 an der Supersport-Weltmeisterschaft teil und schloss die Saison mit 129 Punkten als Sechster in der Gesamtwertung für das Team Parkalgar Honda ab.
In der Saison 2012 wechselte er zu Bogdanka PTR Honda und wurde am Ende mit 172 Punkten hinter Kenan Sofuoğlu und Jules Cluzel Dritter der Gesamtwertung. Zur Saison 2013 verließ Lowes Honda und wechselte zum russischen Team Yakhnich Motorsport auf die Yamaha YZF-R6 und holte seinen ersten WM-Titel in der Supersport-Weltmeisterschaft.
2014 wechselte er in die Moto2, wo er für das Team Speed Up auf deren Eigenkonstruktionen antrat und die Saison 2015 mit einem vierten Platz beenden konnte. In letzterer Saison gelang ihm zudem beim Grand Prix of The Americas sein erster Moto2-Sieg. 2016 wechselte er ins Federal Oil Gresini-Team, startete nun auf einer Kalex und gewann zwei Rennen (Spanien und Aragonien), verschlechterte sich jedoch auf den fünften WM-Rang.
2017 stieg Lowes in die MotoGP-Klasse auf und verblieb im selben Team, das seit 2015 in der MotoGP-Klasse mit Aprilia antritt. Die Saison jedoch wurde ein Desaster, Lowes fuhr nur fünf Punkte ein und stand klar im Schatten seines Teamkollegen Aleix Espargaró. Bereits im Sommer wurde bestätigt, dass Fausto Gresini ihn für 2018 durch seinen Landsmann Scott Redding ersetzen würde.
2018 entschied sich Lowes für eine Moto2-Rückkehr. Er fuhr nun eine KTM für Swiss Innovative Investors. Er hatte Mühe, sich wieder der Moto2-Maschine anzupassen und wurde lediglich 16. im Endklassement, deutlich geschlagen von seinem 18-jährigen Teamkollegen Iker Lecuona (Zwölfter). 2019 kehrte Lowes zu Federal Oil Gresini zurück und fuhr wieder eine Kalex. Wie auch 2016 war er der einzige Fahrer im Moto2-Team. Er schloss die Saison, wie auch im Vorjahr, als 16. ab.
2020 wechselte Lowes zum Marc VDS Racing Team und fährt nach wie vor eine Kalex. Sein Teamkollege ist der ebenfalls neu ins Team gekommene Spanier Augusto Fernández. Während er beim Saisonauftakt, dem Großen Preis von Katar, verletzungsbedingt aussetzen musste, wurde er beim zweiten Saisonrennen in Spanien Vierter und fuhr damit seine beste Moto2-Platzierung seit seiner Rückkehr ein. Im weiteren Saisonverlauf gelangen Lowes drei Siege und der dritte WM-Gesamtrang hinter Enea Bastianini und Luca Marini.
2021 bleibt Lowes (genau wie Fernández) bei Marc VDS und fuhr beim Großen Preis von Katar, nachdem er im Qualifying die Pole-Position erobert hatte, einen überlegenen Sieg ein.

## Statistik

### Erfolge

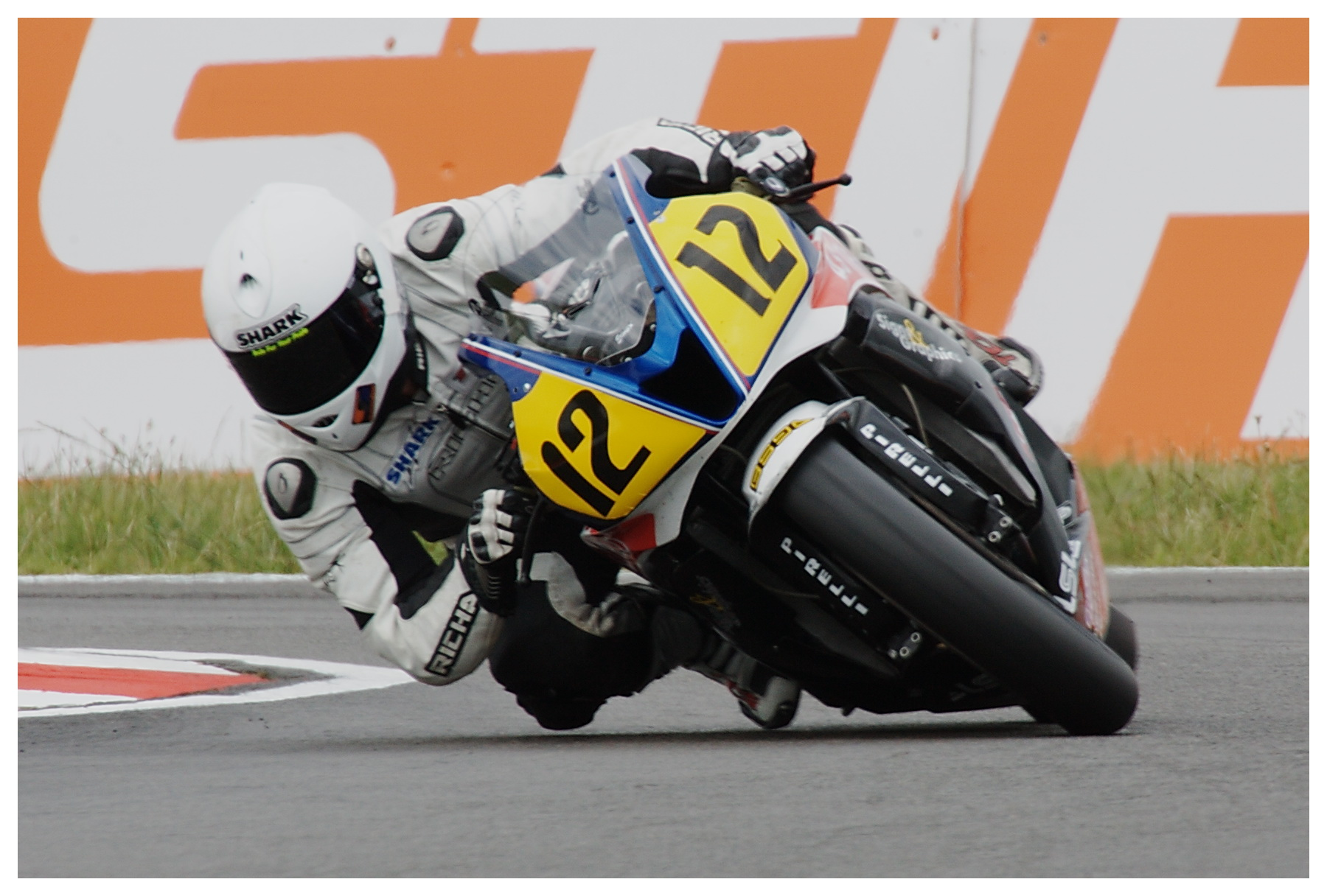
Lowes 2009 auf Honda in Snetterton

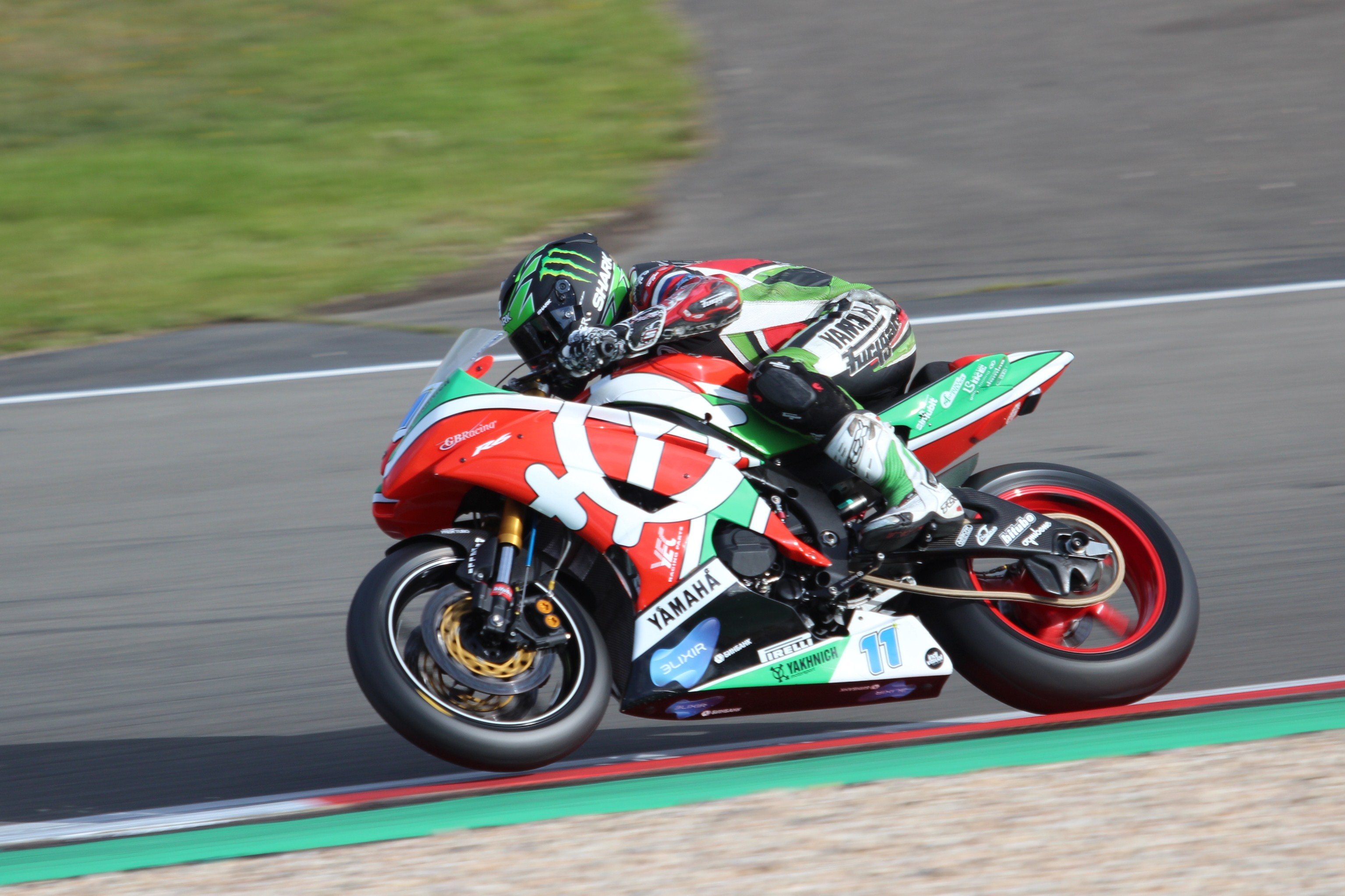
Sam Lowes auf dem Nürburgring 2013

- 2013 – Supersport-Weltmeister auf Yamaha
- 10 Grand-Prix-Siege

### In der Motorrad-Weltmeisterschaft
(Stand: Saisonende 2023)
| Saison | Klasse | Team                        | Motorrad | Rennen | Siege | Zweiter | Dritter | Poles | Schn. Runden | Punkte | Ergebnis |
| ------ | ------ | --------------------------- | -------- | ------ | ----- | ------- | ------- | ----- | ------------ | ------ | -------- |
| 2014   | Moto2  | Speed Up Racing             | Speed Up | 18     | –     | –       | –       | –     | –            | 69     | 13.      |
| 2015   | Moto2  | Speed Up Racing             | Speed Up | 18     | 1     | 1       | 3       | 3     | 1            | 186    | 4.       |
| 2016   | Moto2  | Federal Oil Gresini Moto2   | Kalex    | 18     | 2     | 2       | 2       | 5     | 2            | 175    | 5.       |
| 2017   | MotoGP | Aprilia Racing Team Gresini | Aprilia  | 18     | –     | –       | –       | –     | –            | 5      | 25.      |
| 2018   | Moto2  | Swiss Innovative Investors  | KTM      | 18     | –     | –       | –       | –     | –            | 49     | 16.      |
| 2019   | Moto2  | Federal Oil Gresini Moto2   | Kalex    | 19     | –     | –       | –       | –     | –            | 66     | 16.      |
| 2020   | Moto2  | EG 0,0 Marc VDS             | Kalex    | 14     | 3     | 2       | 2       | 3     | 3            | 196    | 3.       |
| 2021   | Moto2  | Elf Marc VDS Racing Team    | Kalex    | 18     | 3     | –       | 2       | 6     | 3            | 190    | 4.       |
| 2022   | Moto2  | Elf Marc VDS Racing Team    | Kalex    | 12     | –     | –       | 2       | 1     | 1            | 55     | 19.      |
| 2023   | Moto2  | Elf Marc VDS Racing Team    | Kalex    | 20     | 1     | –       | –       | 2     | 2            | 104    | 12.      |
| Gesamt | Gesamt | Gesamt                      | Gesamt   | 173    | 10    | 5       | 11      | 20    | 12           | 1095   |          |

Grand-Prix-Siege
| Saison | Klasse | Rennen                     |
| ------ | ------ | -------------------------- |
| 2015   | Moto2  | USA-Texas                  |
| 2016   | Moto2  | Spanien Aragonien          |
| 2020   | Moto2  | Frankreich Aragonien       |
| 2021   | Moto2  | Katar Katar Emilia-Romagna |
| 2023   | Moto2  | Spanien                    |

Rekorde in der Motorrad-Weltmeisterschaft
- Moto2-Klasse
  - meiste Pole Positions: 20